# Bikes, la pel·lícula
Bikes, la pel·lícula és una pel·lícula d'animació coproducció de l'Argentina, la Xina i Espanya filmada en colors i dirigida per Manuel Javier García sobre el guió de John Michael Boughn i Michael Maurer. Es va estrenar l'11 de juliol de 2019 a l'Argentina i el 17 d'abril de 2019 a Espanya, tenint com actors principals de veu en la versió castellana a Carlos Latre, Anabel Alonso, María Querol i Pedro Delgado.
La pel·lícula va competir pel Premi Goya a la millor pel·lícula d'animació el 2018. Va ser doblada en valencià i estrenada per À Punt el 5 de gener del 2024.

## Sinopsi
Pel·lícula d'animació en la qual els protagonistes són bicicletes antropomòrfiques que viuen en un poble de muntanya gaudint del lloc fins que el motor d'explosió a gasolina arriba a la ciutat.